# Hötjärnen (Bjuråkers socken, Hälsingland)
Hötjärnen är en sjö i Hudiksvalls kommun i Hälsingland och ingår i Delångersåns huvudavrinningsområde.